# مقاصد بی‌رحمانه ۲
مقاصد بی‌رحمانه ۲ (انگلیسی: Cruel Intentions 2) فیلمی در ژانر کمدی-درام به کارگردانی راجر کامبل است که در سال ۲۰۰۰ منتشر شد.

## بازیگران
- سارا تامپسون
- کری لین پرت
- ایمی آدامز
- میمی راجرز
- بارکلی هوپ

## تولید
این فیلم در ابتدا یک سریال تلویزیونی سه قسمتی مبتنی بر نسخه اول فیلم یعنی مقاصد بی‌رحمانه محصول ۱۹۹۹ با عنوان «دبستان منچستر» بود که سه قسمت آن به مدت سه ساعت فیلمبرداری شده بود: قسمت اول آن «خلبان»، قسمت دوم «زیبایی در لباس پیچازی» و قسمت سوم «بی عمل».
این سریال قرار بود در سپتامبر ۱۹۹۹ در شبکه فاکس به نمایش درآید، اما این نمایش قبل از پخش هر قسمت از آن لغو شد.

## گاف‌های فیلم
- در شروع فیلم بعد از اینکه سباستین از دفتر اصلی خارج شد، بازتاب میکروفون در درب شیشه‌ای بالای سر او به وضوح قابل مشاهده است.
- وقتی سباستین با لیموزین به مدرسه می‌رود، بعد از بیرون آمدن از ماشین، گره کراوات سباستین بین عکس‌ها تغییر می‌کند (به رنگ‌ها دقت کنید)
- بعد از اینکه سباستین به دویدن می‌رود، و هنگامی که وارد خانه پدرش می‌شود می بینیم که یک تکه بزرگ مثلثی عرق در پشت پیراهن او وجود دارد؛ اما بلافاصله وقتی وارد خانه می‌شود، آن لکه ناپدید می‌شود.
- در طی سخنرانی کاترین، موهای دانیل تقریباً در هر ضربه از پشت گوش به سمت بالا تغییر می‌کند.
- یکی از اعضای خدمه فیلم روی درب خودرویی که چری در انتهای فیلم داخل آن است، منعکس شده است.[۲]